# Hubertus Schmidt
Pour les articles homonymes, voir Schmidt.
Hubertus Schmidt (né le 8 octobre 1959 à Bad Wünnenberg) est un cavalier de dressage allemand.

## Biographie
Hubertus Schmidt vient d'une famille d'éleveurs de chevaux de dressage. Son père, Hubert Schmidt senior, fut cavalier dans l'armée. Le berceau de la famille se trouve à Etteln depuis le XVIIe siècle. L'élevage prend son essor dans les années 1960 avec des chevaux de trait et Warmblood.
Hubertus Schmidt commence le dressage avec les chevaux de la famille, il reçoit ses premières leçons à neuf ans à l'école du château de Hamborn (de). Après la destruction des locaux fermiers par une inondation, un véritable centre équestre est bâti en 1972, il lui permet de s'investir davantage dans le dressage.
En 1976, il commence un apprentissage de moniteur qu'il devient deux ans plus tard à Bielefeld. En 1984, il remporte sa première compétition de dressage puis trois ans plus tard, son premier grand prix. Il participe aussi à des compétitions de saut d'obstacles. En 1985, il reprend avec son épouse le centre équestre qui comprend une soixantaine de chevaux. Il entraîne une trentaine et forme plusieurs cavaliers étrangers, dont ceux de l'équipe de dressage de Finlande.

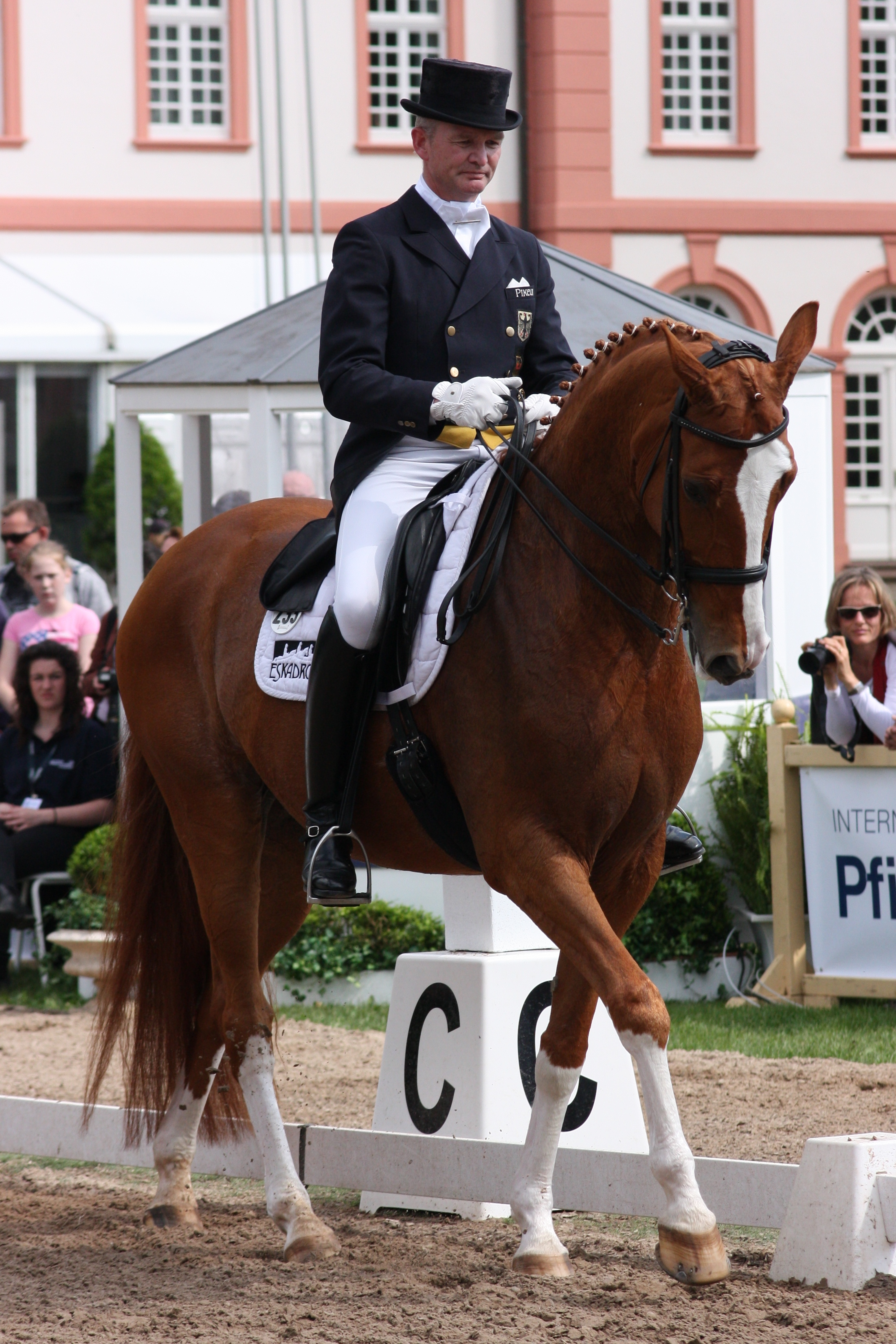
Hubertus Schmidt sur Donnelly en 2013

À la fin des années 1990, il parvient comme cavalier au niveau de l'élite. Entre 1997 et 2004, il remporte cinq fois le titre de champion régional. Après plusieurs médailles, il devient champion d'Allemagne en 2005 puis en 2007. Depuis 1999, il reçoit l'entraînement de Klaus Balkenhol. En 2004, il se qualifie pour les Jeux olympiques d'été où il remporte la médaille d'or par équipe en finissant cinquième en individuel (second cavalier allemand). L'année suivante, aux championnats d'Europe, il enlève la médaille d'argent en individuel et l'or par équipe. Aux Jeux équestres mondiaux de 2006 à Aix-la-Chapelle, il devient champion par équipe. Il obtient ses plus grands succès avec sa jument Hanovrienne Wansuela Suerte qui arrête la compétition en 2008.
En raison de l'état de santé de son épouse, début 2011, il revend son cheval Donnelly et se contente de l'entraînement qu'il donne aux cavaliers suédois et à Kyra Kyrklund. Après un nouvel accident, son cheval lui est rendu, il le confie à Emma Kanerva. Après avoir remporté le Deutsches Dressur-Derby en 2012, début 2013, il le monte pour participer plus activement à des compétitions.

## Palmarès

### Jeux olympiques
- Jeux olympiques de 2004 à Athènes  Grèce :
  -  Médaille d'or par équipe (5e place en individuel)

### Jeux équestres mondiaux
- Jeux équestres mondiaux de 2006 à Aix-la-Chapelle  Allemagne :
  -  Médaille d'or par équipe.

### Championnat d'Europe de dressage
- Championnat d'Europe 2005 à Hagen  Allemagne :
  -  Médaille d'or par équipe.
  -  Médaille d'argent en individuel.

### Championnat d'Allemagne
- 2000:  Vice-champion.
- 2002:  Troisième place.
- 2003:  Vice-champion.
- 2004:  Vice-champion.
- 2005:  Champion d'Allemagne.
- 2006:  Vice-champion.
- 2007:  Champion d'Allemagne.
- 2002:  Troisième place.

## Source, notes et références
- (de) Cet article est partiellement ou en totalité issu de l’article de Wikipédia en allemand intitulé « Hubertus Schmidt » (voir la liste des auteurs).